# Surveyor 5
Surveyor 5 est la cinquième sonde spatiale du programme Surveyor de la NASA dont l'objectif est d'étudier les caractéristiques du sol lunaire afin de préparer l'atterrissage des missions du programme Apollo. La sonde spatiale est lancée le 8 septembre 1967 et atterrit dans la mer de la Tranquillité le 11 septembre 1967. Malgré une fuite d'hélium avant l'atterrissage, la mission remplit tous ses objectifs et 20 018 images de la surface sont retransmises. Surveyor 5 est la troisième sonde spatiale du programme Surveyor à réussir un atterrissage lunaire en douceur et la première mission à obtenir des données de composition in situ sur la Lune.

## Objectifs de la mission
Les principaux objectifs du programme Surveyor, une série de sept vols robotiques d'atterrissage en douceur, sont de soutenir les prochains atterrissages des équipages du programme Apollo en : 1° développant et validant la technologie d'atterrissage en douceur sur la Lune ; 2° fournir des données sur la compatibilité de la conception d'Apollo avec les conditions rencontrées sur la surface lunaire ; et 3° enrichir les connaissances scientifiques de la Lune.
Les objectifs spécifiques de cette mission sont d'effectuer un atterrissage en douceur sur la Lune dans la Mer de la Tranquillité (Mare Tranquillitatis) et d'obtenir des images télévisées après l'atterrissage de la surface lunaire. Les objectifs secondaires sont de mener une expérience d'érosion du moteur vernier, de déterminer les abondances relatives des éléments chimiques dans le sol lunaire par le fonctionnement de l'instrument de diffusion alpha, d'obtenir des données de dynamique à l'atterrissage et d'obtenir des données de réflectivité radar et thermique.

## Description du véhicule spatial
La structure de base de la sonde spatiale Surveyor se compose d'un trépied de tubes en aluminium à paroi mince et d'entretoises fournissant des surfaces de montage pour les systèmes d'alimentation, de communications, de propulsion, de commande de vol et de charge utile. Un mât central est à environ un mètre au-dessus du sommet du trépied. Trois jambes d'atterrissage articulées sont fixées aux bas de la structure. Les jambes en aluminium ont des amortisseurs et le mécanisme de verrouillage se termine par trois pieds avec amortisseurs. Les trois pieds s'étendent à 4,3 mètres du centre de la sonde Surveyor. Le véhicule spatial mesure 3 mètres de haut. Les jambes sont repliées pour s'insérer dans la coiffe au lancement.
Une surface de 0,855 m2 de 792 cellules photovoltaïques est montée au-dessus du mât et génère jusqu'à 85 watts de puissance emmagasinée dans un accumulateur argent-zinc. Les communications sont réalisées via une antenne mobile à gain élevé montée près du haut du mât central pour transmettre des images de télévision, deux antennes omnidirectionnelles montées aux extrémités du mât pour les liaisons montante et descendante, ainsi que deux récepteurs et deux émetteurs.
Le contrôle thermique est obtenu par une combinaison de peinture blanche, de finition thermique à haute émittance infrarouge et de dessous en aluminium poli. Deux compartiments à contrôle thermique, équipés de couvertures super-isolantes, d'interrupteurs thermiques et de petits radiateurs électriques, sont montés sur la structure de la sonde spatiale. Un compartiment, maintenu entre 5 et 50 °C, abrite les communications et l'électronique pour l'alimentation. L'autre, entre -20 et 50 °C, abrite les composants de commande et de traitement du signal.
La caméra de télévision est montée près du sommet du trépied et des jauges de contrainte, des capteurs de température et d'autres instruments d'ingénierie sont intégrés dans toute la sonde spatiale. Une cible photométrique est montée près de l'extrémité d'une des jambes d'atterrissage et une sur une courte perche s'étendant au bas de la structure. D'autres ensembles de charges utiles, qui diffèrent d'une mission à l'autre, sont montés sur différentes parties de la structure dépendant de leur fonction.
Un capteur solaire, un viseur de l'étoile Canopus et des gyroscopes sur trois axes fournissent une connaissance de l'attitude. La propulsion et le contrôle d'attitude sont assurés par des jets d'azote gazeux froid durant les phases de la trajectoire, trois moteurs-fusées à vernier durant les phases propulsées, y compris l'atterrissage, et le moteur à propergol solide durant la descente finale. La rétrofusée est un boîtier sphérique en acier monté au centre inférieur de la sonde spatiale.
Les moteurs verniers utilisent du carburant hydrate d'hydrazine et un oxydant MON-10 (90 % N2O2, 10 % NO). Chaque chambre peut produire 130 N à 460 N de poussée sur commande, un moteur peut pivoter pour contrôler le roulis. Le carburant est emmagasiné dans des réservoirs sphériques montés sur la structure du trépied. Pour la séquence d'atterrissage, un radar d'altitude déclenche la mise à feu de la rétrofusée principale pour le freinage primaire. Une fois l'allumage terminé, la rétrofusée et le radar sont largués et les radars doppler et altimètre sont activés. Ceux-ci fournissent des informations au pilote automatique qui contrôle le système de propulsion vernier à l'atterrissage.
L'instrumentation de Surveyor 5 est de conception similaire aux sondes Surveyor précédentes et comprend une caméra de télévision et de nombreux capteurs techniques. Un instrument de diffusion alpha est installé à la place de l'échantillonneur de surface, et une petite barre aimantée de 5cm est attaché à un des pieds de l'atterrisseur pour détecter la présence de matériau magnétique dans le sol lunaire. Des miroirs auxiliaires convexes sont fixés à la structure pour permettre de voir la surface lunaire sous la sonde spatiale. Surveyor 5 a une masse de 1 006 kg au lancement et de 303 kg à l'atterrissage sur la Lune.

## Description des instruments
Surveyor 5 est la première sonde du programme Surveyor de la version Block II mieux équipée en instruments scientifiques ; d'une masse de 303 kg, elle emporte une caméra de télévision, un analyseur de surface à diffusions alpha qui remplace la pelle des engins précédents et est utilisée avec succès pour déterminer les principaux éléments chimiques présents dans le sol environnant. Un petit aimant attaché à un bras est inclus afin de détecter la présence de matériau magnétique dans le sol lunaire.

### Caméra de télévision
La caméra de télévision consiste en un tube Vidicon, de deux objectifs de 25 mm et 100 mm de focale, d'obturateurs, de filtres et de diaphragmes montés sur un axe incliné d'environ 16° par rapport à l'axe central de la sonde spatiale. La caméra est montée sous un miroir qui peut être déplacé en azimut et en élévation. Le fonctionnement de la caméra dépend totalement de la réception des commandes de la Terre. La couverture image par image du sol lunaire est obtenue sur 360° en azimut et de 40° au-dessus du plan perpendiculaire à l'axe de la caméra et jusqu'à 65° en dessous de ce plan.
Les deux modes de fonctionnement sont de 200 lignes et de 600 lignes. Le mode 200 lignes est transmis par une antenne omnidirectionnelle et numérise une image toutes les 61,8 secondes. La transmission vidéo complète de chaque image de 200 lignes nécessite 20 secondes et une bande passante de 1,2 kHz.
Les images de 600 lignes sont transmises par une antenne directionnelle, ces images sont analysées toutes les 3,6 secondes. Chaque image de 600 lignes nécessite nominalement 1 seconde pour être lue à partir du Vidicon et nécessite une bande passante de 220 kHz pour la transmission. Les transmissions de données sont converties en un signal de télévision standard. Les images de télévision sont affichées sur Terre sur un écran de télévision à balayage lent avec un phosphore à longue rémanence. La rémanence est choisie pour correspondre à la valeur nominale maximale de la vitesse de balayage. Une image de télévision d'identification est reçue pour chaque nouvelle image et est affichée en temps réel à un rythme compatible avec la vitesse d'arrivée de la nouvelle image. Ces données sont enregistrées sur un magnétoscope vidéo et sur un film de 70 mm.
Au cours de la première journée lunaire, qui se termine le 24 septembre 1967, 18 006 images de télévision de haute qualité sont transmises. Après être éteinte durant la nuit lunaire, plus de 20 jours, la caméra répond aux commandes et transmet 1 048 photographies supplémentaires entre le 15 octobre et le 23 octobre 1967. Soixante-quatre photos sont transmises le quatrième jour lunaire, mais la qualité des photographies prises après le premier jour lunaire est médiocre en raison de la dégradation de l'appareil photographique due aux températures nocturnes lunaires.

### Analyseur de surface à diffusion alpha
L'analyseur de surface à diffusion alpha (Alpha-Scattering Surface Analyzer) est conçu pour mesurer directement le taux des principaux éléments du sol lunaire. L'instrument est contenu dans un boitier mesurant 17,1 × 16,5 × 13,3 cm, pesant à peine 13 kg, et muni des radiateurs électriques et de miroirs réfléchissant pour maintenir la température de fonctionnement entre -40] et +50°C. Il comporte six sources alpha (curium 242 de période radioactive 162 jours) collimatée pour irradier une ouverture de 10 cm de diamètre au bas de l'instrument où se trouve l'échantillon et deux systèmes de détection de particules chargées parallèles, mais indépendants. Un système, contenant deux capteurs, détecte les spectres d'énergie des particules alpha diffusées à partir du sol lunaire, et l'autre, contenant quatre capteurs, détecte les spectres d'énergie des protons produits par des réactions (alpha et proton) dans le matériau de sol lunaire. Chaque détecteur est relié à un analyseur de hauteur d'impulsions (Pulse Height Analyzer). Un boîtier électronique numérique, situé dans un compartiment de la sonde spatiale, émet en continu des signaux télémétriques vers la Terre chaque fois que l'expérience est en cours. Les spectres d'énergie contiennent des informations quantitatives sur les principaux éléments des échantillons, à l'exception de l'hydrogène, de l'hélium, du lithium et du béryllium.
Durant le vol de vers la Lune, l'analyseur est contrôlé en l'activant pendant 20 min sur un échantillon de composition connue embarqué à bord du Surveyor.
L'expérience fournit 83 heures de données de haute qualité au cours du premier jour lunaire. Au cours du deuxième jour lunaire, 22 heures de données sont accumulées. Cependant, le bruit du détecteur pose un problème dans la réduction des données à partir de ce deuxième jour lunaire.

### Dureté et force portante de la surface lunaire
Dureté et force portante de la surface lunaire (Hardness and Bearing Strength of Lunar Surface), l'objectif de cette expérience est de déterminer la dureté et la force portante du sol lunaire en utilisant des jauges de contrainte, des accéléromètres et des gyroscopes.

## Déroulement de la mission

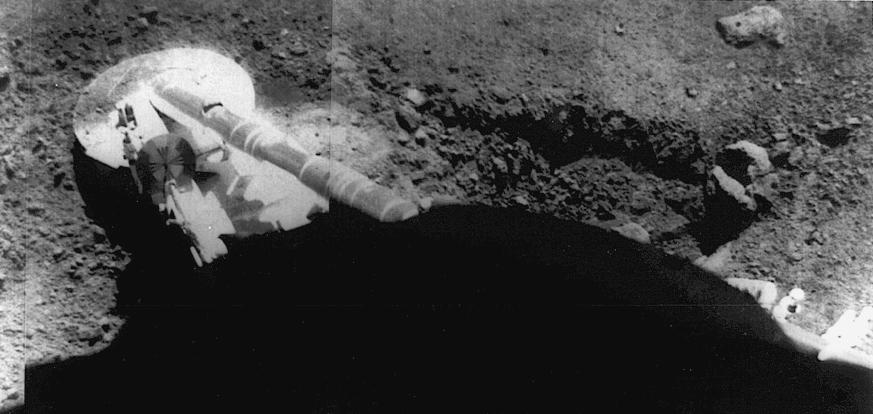
L'un des pieds de la sonde lunaire Surveyor 5 a glissé sur le sol au moment de l'atterrissage. Sur cette photographie on aperçoit la tranchée creusée par un des pieds.

Surveyor 5 est lancé le 8 septembre 1967 à 07 h 57 min 01 s TU depuis l'aire de lancement LC-36B à la base de lancement de Cap Kennedy sur le lanceur Atlas-Centaur (AC-13). L'étage Centaur place la sonde spatiale sur une orbite d'attente terrestre, puis redémarre 6,7 minutes plus tard et injecte la sonde spatiale Surveyor 5 sur une trajectoire lunaire.
Une correction de trajectoire impliquant une mise à feu de 14,29 secondes des moteurs verniers à 01 h 45 TU le 9 septembre 1967. Immédiatement après cette manœuvre, le véhicule spatial commence à perdre de la pression d'hélium. La soupape de pression d'hélium n'est pas correctement installée et l'hélium s'échappe dans les réservoirs de propulsion, provoquant une surpression qui ouvre les soupapes de vidange, déchargeant l'hélium qui permet de pressuriser le carburant des moteurs verniers.
Le plan de vol est modifié dans l'urgence pour limiter le recours aux moteurs verniers et la rétrofusée est volontairement mise à feu à une altitude beaucoup plus basse que prévu. Les premières mises à feu des moteurs verniers sont faites alors qu'il y a encore de l'hélium pour ralentir la sonde spatiale, réduire sa masse et laisser plus de volume libre dans les réservoirs de propergol pour l'hélium. La mise en feu de la rétrofusée est retardée à 1 300 mètres d'altitude à une vitesse de 30 m/s au lieu des 10 700 mètres prévus à 120 à 150 m/s.
Les ingénieurs du Jet Propulsion Laboratory de la NASA et de Hughes Aircraft Company (le maître d'œuvre de la sonde spatiale) réussissent à poser en toute sécurité la sonde Surveyor 5 à la surface de la Lune. Le nouveau profil de descente fonctionne parfaitement et Surveyor 5 touche la surface lunaire le 11 septembre 1967 à 00 h 46 min 44 s TU, à 29 km de sa cible, au sud-ouest de la Mer de la Tranquillité (Mare Tranquillitatis) à 1,4550 N et 23,1944 E (déterminé par les images du Lunar Reconnaissance Orbiter) sur une pente de 20° d'un cratère sans rebord de 9 × 12 mètres.
Surveyor 5 est le troisième vaisseau spatial du programme Surveyor à réussir un atterrissage en douceur sur la Lune. Surveyor 5 envoie 18 006 images de télévision au cours de son premier jour lunaire. L'instrument de diffusion alpha est testé puis déployé et effectue la première analyse in situ d'un corps extraterrestre pendant 17 h 36 min. Une expérience d'érosion se déroule le 13 septembre 1967, environ 53 heures après l'atterrissage, consistant en la mise en feu des moteurs verniers durant 0,55 seconde tandis que la sonde spatiale est au sol pour examiner les effets du souffle des moteurs sur la surface lunaire. La NASA annonce qu'aucun nouveau cratère n'est créé, ni aucun nuage de poussière en raison de la mise à feu. L'expérience déplace l'analyseur alpha et permet d'examiner un autre échantillon du sol pendant 66 h 45 min, envoyant 83 heures de données sur la composition du sol lunaire durant le premier jour lunaire. Les transmissions s'arrêtent du 24 septembre au 15 octobre 1967, au cours de la première nuit lunaire. 
La sonde spatiale transmet 1 048 images supplémentaires et 22 heures de données de diffusion alpha sont reçues au cours du deuxième jour lunaire. Le 18 octobre, Surveyor 5 acquiert des données thermiques lors d'une éclipse totale de Soleil. Les transmissions pour le deuxième jour sont reçues jusqu'au 1er novembre 1967, date à laquelle l'arrêt pour la deuxième nuit lunaire se produit environ 200 heures après le coucher de Soleil. Les transmissions reprennent les troisième et quatrième jours lunaires, la transmission finale se produisant à 04 h 30 TU le 17 décembre 1967. Au total, 20 018 images sont transmises à la NASA.
Les résultats de la diffusion alpha indiquent la composition du sol lunaire, ressemblant à la roche basaltique de la Terre, de 53 % à 63 % d'oxygène, de 15,5 % à 21,5 % de silicium, de 10 % à 16 % d'éléments compris entre phosphore et cuivre ; de plus de 3 % de fer, de cobalt et de nickel ; 4,5 % à 8,5 % d'aluminium et de petites quantités de magnésium, de carbone et de sodium. La quantité de matériau adhérant à l'aimant correspond à un mélange de basalte pulvérisé et de 10 % à 12 % de magnétite avec au plus 1 % de fer métallique. L'expérience du moteur vernier produit une érosion mineure mais observable de la surface.
Tous les objectifs de la mission sont atteints.